# Cyrba
Cyrba Simon, 1876 è un genere di ragni appartenente alla famiglia Salticidae.

## Distribuzione
Le 11 specie oggi note di questo genere sono state rinvenute in alcune località dell'Africa, (compresi Madagascar e isole Comore), dell'Asia centrale, dell'Indonesia, dell'Italia e dell'Australia.
In Italia è stata reperita una sola specie di questo genere, C. algerina

## Tassonomia
Considerato un sinonimo anteriore di Vindima Thorell, 1895, a seguito di un lavoro di Wanless del 1984.
A giugno 2011, si compone di 11 specie:
- Cyrba algerina (Lucas, 1846)[3] — dalle Isole Canarie all'Asia centrale
- Cyrba armillata Peckham & Peckham, 1907 — Borneo
- Cyrba bidentata Strand, 1906 — Etiopia
- Cyrba boveyi Lessert, 1933 — Africa centrale
- Cyrba dotata Peckham & Peckham, 1903 — Sudafrica
- Cyrba legendrei Wanless, 1984 — Madagascar, Isole Comore
- Cyrba lineata Wanless, 1984 — Sudafrica
- Cyrba nigrimana Simon, 1900 — Africa orientale e meridionale
- Cyrba ocellata (Kroneberg, 1875) — Somalia, dal Sudan alla Cina, Australia
- Cyrba simoni Wijesinghe, 1993 — Africa tropicale
- Cyrba szechenyii Karsch, 1898 — Hong Kong

### Sinonimi
- Cyrba armata Wesolowska, 2006; questi esemplari, rinvenuti in Sudafrica, a seguito di un lavoro della stessa Wesolowska e di Haddad del 2009, sono stati riconosciuti quali sinonimi di C. lineata Wanless, 1984[1].

### Specie trasferite
- Cyrba picturata Karsch, 1897; trasferita al genere Hasarius[1].
- Cyrba tibialis Prószynski, 1978; trasferita al genere Neobrettus[1].

### Omonimie ridenominate
- Cyrba bimaculata Simon, 1886; la denominazione di questi esemplari era già stata adottata precedentemente per Cyrba bimaculata Keyserling 1883. Ciò ne ha reso indispensabile la ridenominazione in C. simoni Wijesinghe, 1993, in onore dell'aracnologo Simon[1].